# Dulitwachtel
Die Dulitwachtel (Rhizothera dulitensis) ist eine wenig erforschte Art aus der Familie der Fasanenartigen (Phasianidae). Sie ist im Norden Borneos endemisch und galt längere Zeit als Unterart der Langschnabelwachtel (Rhizothera longirostris), mit der sie nun die Gattung Rhizothera bildet.

## Merkmale
Die Dulitwachtel ist ein großer Hühnervogel, der eine Körperlänge von ungefähr 37 cm erreicht. Sie hat einen langen, gekrümmten, grauen Schnabel. Die Stirn und der Nacken des Männchens sind braun. Der übrige Kopf bis zum Kinn und zum Oberhals ist kastanienbraun. Die Oberseite ist bräunlich. Ein breites graues Band erstreckt sich vom Unterhals bis zur Oberbrust und nach hinten bis zum Hinternacken und zum oberen Mantel. Der unterste Brustbereich sowie der Bauch und die Flanken sind weiß. Der Steiß ist rötlich, die Iris ist braun und die Beine sind gelblich-grau. Von der nahe verwandten Langschnabelwachtel unterscheidet sich die Dulitwachtel dadurch, dass Bauch und Flanken weiß (nicht rötlich) sind, die Flügel keine weißen Flecken und die Flügeldecken keine rötlichen Flecken aufweisen und das Brustband breiter ist. Das Weibchen unterscheidet sich vom Männchen durch ein rötliches Brustband. Das juvenile Weibchen hat einen dunkelbraunen Überaugenstreif mit gelbbraunen Schaftstreifen, gelbbraune Streifen an den Kehlseiten sowie von der Brust bis zum Hinternacken, keine graue Unterseite, dunkelbraune Strichelungen an den Brustseiten sowie einen cremefarbenen Bauch- und Flankenbereich. Der Schnabel hat eine helle Spitze. Beim juvenilen Männchen sind Kehle und Kinn stumpfer und grauer und an den Brustseiten und Flanken sind graue Strichelungen. Der Bauch und der Steiß sind hell rauchgrau.

## Vorkommen
Die Dulitwachtel kommt am Gunung Murud, am Gunung Dulit und am Balu Song im östlichen Sarawak auf Borneo vor. 1895 sammelte Alfred Hart Everett zwei Exemplare am Kinabalu in Sabah, was darauf hindeutet, dass die Art früher weiter verbreitet war.

## Lebensraum und Lebensweise
Die Dulitwachtel bewohnt Primärwälder in den Bergregionen in Höhenlagen von 900 m bis 1200 m. Über ihre Lebensweise ist nichts bekannt.

## Systematik und Nomenklatur
Die Dulitwachtel wurde 1895 von William Robert Ogilvie-Grant als eigenständige Art beschrieben. 1934 wurde sie von James Lee Peters als Unterart der Langschnabelwachtel (Rhizothera longirostris dulitensis) klassifiziert, was von nachfolgenden Autoren (z. B. Madge et al. 2002) übernommen wurde. 1999 wurde die Dulitwachtel erneut in den Artstatus erhoben. Dieser Einschätzung folgten die World Bird List des International Ornithological Congress im Jahr 2006, das Handbook of the Birds of the World im Jahr 2014, die Howard and Moore Checklist im Jahr 2003, sowie BirdLife International und die IUCN im Jahr 2014. Im Englischen hat die Art auch den Trivialnamen Hose’s partridge, was sich auf den Sammler der Typusexemplare, Charles Hose, bezieht. Das wissenschaftliche Artepitheton dulitensis bezieht sich auf den Gunung Dulit in Sarawak.

## Status
Nach einer Überprüfung der verfügbaren Belege wurde festgestellt, dass die Art nur von acht Exemplaren bekannt ist, die in einem Zeitraum von acht Jahren zwischen Februar 1894 und April 1902 im zentralen Hochland von Borneo gesammelt wurden. Diese Exemplare sind nur von drei Fundorten bekannt, von denen einer ungenau angegeben ist. Da seit der letzten Sichtung mehr als 120 Jahre vergangen sind, ist es trotz mäßiger Suchanstrengungen möglich, dass diese Art sehr selten ist. Ihr einziger Verwandter ist sehr schwer zu finden, und das Gebiet mit potenziell geeigneten Lebensräumen auf Borneo ist riesig, schlecht erforscht und oft abgelegen. Jedoch könnte es auch eine große Population geben, die gegen mögliche Bedrohungen unempfindlich ist. In Anbetracht der vielen Unsicherheiten in Bezug auf die Populationsgröße, den Trend und das Verbreitungsgebiet dieser Art ist es derzeit nicht möglich, ihr relatives Aussterberisiko zu bestimmen. Dementsprechend wurde sie von der IUCN Redlist in Kategorie unzureichende Datenlage (Data Deficient) klassifizierte.